# Prix Paul-Buquet
Le prix Paul-Buquet est une course hippique de trot monté se déroulant fin novembre ou début décembre sur l'hippodrome de Vincennes.
C'est une course de Groupe II (depuis 2009) réservée aux chevaux de 6 à 10 ans, ayant gagné au moins 130 000 € (conditions en 2024).
Elle se court sur la distance de 2 850 mètres (grande piste), départ volté. En 2024, l'allocation est de 120 000 €, dont 54 000 € pour le vainqueur.
L'épreuve est créée en décembre 1990, prenant dans le calendrier la place du prix de la Camargue aux conditions similaires,. Elle honore la mémoire de Paul Buquet (1910-1990), propriétaire de trotteurs et de galopeurs, membre du comité du Cheval français. Au trot, il remporta notamment le prix Hémine avec Nozablinski. Il acquiert en outre Kerjacques à l'écurie Forcinal au début de l'année de ses 5 ans (1959) et le cède l'année suivante aux Haras nationaux. Le cheval remporta le critérium des 5 ans sous ses couleurs.

## Palmarès depuis 1990
| Année                                | Vainqueur          | Père             | Jockey                   | Entraîneur             | Temps  |
| ------------------------------------ | ------------------ | ---------------- | ------------------------ | ---------------------- | ------ |
| 2024                                 | Idéale du Chêne    | Bird Parker      | Paul-Philippe Ploquin    | Julien Le Mer          | 1'13"  |
| 2023                                 | Granit Meslois     | Shadow d'Odyssée | Victor Saussaye          | Pierre Belloche        | 1'12"3 |
| 2022                                 | Dynasty Péji       | Prodigious       | Damien Bonne             | Damien Bonne           | 1'12"9 |
| 2021                                 | Boss du Meleuc     | Lucky Blue       | Alexandre Abrivard       | Yannick-Alain Briand   | 1'12"9 |
| 2020                                 | Dynasty Péji       | Prodigious       | Damien Bonne             | Damien Bonne           | 1'13"5 |
| 2019                                 | Clegs des Champs   | Legs du Clos     | David Thomain            | Thierry Raffegeau      | 1'12"6 |
| 2018                                 | Clegs des Champs   | Legs du Clos     | David Thomain            | Thierry Raffegeau      | 1'14"2 |
| 2017                                 | Véloce du Banney   | Quaro            | Franck Nivard            | Franck Leblanc         | 1'13"5 |
| 2016                                 | Véloce du Banney   | Quaro            | Franck Nivard            | Franck Leblanc         | 1'14"5 |
| 2015                                 | Scarlet Turgot     | Dahir de Prélong | Alexandre Abrivard       | Yannick-Alain Briand   | 1'13"4 |
| 2014                                 | Sourire de Voutré  | Gazouillis       | Franck Nivard            | Franck Leblanc         | 1'13"2 |
| 2013                                 | Rubis Dairpet      | Kaiser Soze      | Éric Raffin              | Sébastien Guarato      | 1'13"6 |
| 2012                                 | Risque Tout        | Giant Cat        | Julien Raffestin         | Gérard Paille          | 1'14"2 |
| 2011                                 | Roi du Lupin       | Fleuron Perrin   | Anthony Barrier          | Jean-Paul Marmion      | 1'15"7 |
| 2010                                 | Quémeu d'Écublei   | Jet Fortuna      | Jonathan Carré           | Frédéric Prat          | 1'14"  |
| 2009                                 | Lipouz Lesmelchen  | Podosis          | Franck Nivard            | Benjamin Goetz         | 1'13"7 |
| Avant la classification en Groupe II |                    |                  |                          |                        |        |
| 2008                                 | Malakite           | Vittel           | Pierre-Yves Verva        | Guy Verva              | 1'14"  |
| 2007                                 | Magnificent Rodney | Coktail Jet      | Nathalie Henry           | Ulf Nordin             | 1'14"2 |
| 2006                                 | Mage du Martellier | Chef du Châtelet | Franck Nivard            | Régis Perroteau        | 1'14"7 |
| 2005                                 | Jeff du Fruitier   | Vittel           | Émile Fournigault        | Franck Leblanc         | 1'14"8 |
| 2004                                 | Kart de Baudrairie | Bridge           | Jean-Michel Bazire       | Franck Leblanc         | 1'16"8 |
| 2003                                 | Criks Hurricane    | Buck Newton      | Jean-Michel Bazire       | Nicolas Roussel        | 1'16"3 |
| 2002                                 | Iboraqui           | Quiton du Coral  | James Lebouteiller       | Christian Bigeon       | 1'16"5 |
| 2001                                 | Hamilton d'Isques  | Myoto Barbés     | Philippe Masschaele      | Luc Roelens            | 1'17"1 |
| 2000                                 | Gobernador         | Buvetier d'Aunou | Philippe Gillot          | Pierre-Désiré Allaire  | 1'16"8 |
| 1999                                 | First de Retz      | Podosis          | Jean-Loïc-Claude Dersoir | Philippe Allaire       | 1'16"7 |
| 1998                                 | Cyclone Nay        | Lory             | Jean-Pierre Thomain      | Henri Cogné            | 1'17"4 |
| 1997                                 | Bivanito           | Ianthin          | Gaëtan Prat              | Jean-Paul Marmion      | 1'17"2 |
| 1996                                 | Costa du Bouffey   | Okwo             | Michel Lenoir            | Michel Lenoir          | 1'18"6 |
| 1995                                 | Arcadia            | Jiosco           | Yves Dreux               | Bernard Desmontils     | 1'22"  |
| 1994                                 | Alpha Barbés       | Néric Barbés     | Jean-Philippe Mary       | Christian Bigeon       | 1'17"2 |
| 1993                                 | Vive Ludoise       | Kronos du Vivier | Jean-Claude Hallais      | Jean-Claude Hallais    | 1'21"2 |
| 1992                                 | Une Fleur          | Degel            | Lionel Lequeux           | Jacques-André Fribault | 1'18"3 |
| 1991                                 | Tout Bon           | Levorino         | Jean-Loïc-Claude Dersoir | Joël Hallais           | 1'21"  |
| 1990                                 | Reine du Corta     | Ura              | Michel Lenoir            | Alain Roussel          | 1'20"1 |